# 索洛米亚克
索洛米亚克（法語：Solomiac，法語發音：[sɔlɔmjak]）是法国热尔省的一个市镇，属于孔东区。

## 地理
索洛米亚克（43°48'19"N, 0°53'51"E）面积13.8 平方千米，位于法国奧克西塔尼大區热尔省，该省份为法国西南部内陆省份，北起顺时针与洛特-加龙省、塔恩-加龙省、上加龙省、上比利牛斯省、大西洋比利牛斯省和朗德省接壤。
与索洛米亚克接壤的市镇（或旧市镇、城区）包括：阿旺萨克、莫贝克、埃斯特拉米亚克、翁普斯、拉布里、蒙福尔、萨朗。

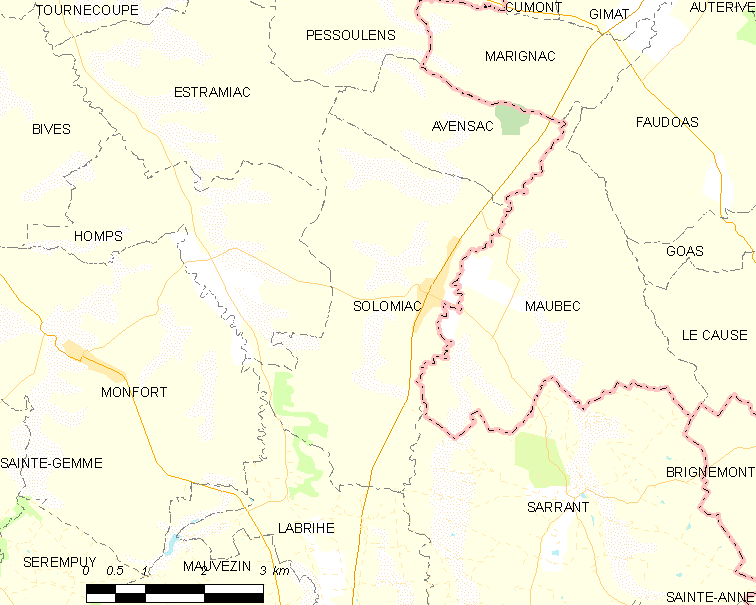
索洛米亚克的OSM定位图

索洛米亚克的时区为UTC+01:00、UTC+02:00（夏令时）。

## 行政
索洛米亚克的邮政编码为32120，INSEE市镇编码为32436。

## 政治
索洛米亚克所属的省级选区为日莫讷-阿拉茨县。

## 人口

1962-2008年间索洛米亚克人口变化图示

索洛米亚克于2022年1月1日时的人口数量为499人。